# Lee So-young
Lee So-young (Jeonju, 17 de octubre de 1994) es una jugadora de voleibol interior profesional de Corea del Sur, miembro de la Selección femenina de voleibol de Corea del Sur. Su posición es punta u opuesta, y juega para el club profesional surcoreano Daejeon KGC.
So-young participó en los Juegos Olímpicos de Tokio 2020.

## Biografía
En el cuarto año de la escuela primaria, trabajó como velocista, saltadora y saltadora de altura, y empezó a practicar voleibol en sexto grado por recomendación del gerente atlético que notó su habilidad para saltar. En la Escuela Femenina de Jeonju Geunyeong, fue el centro del 38 ° Campeonato Nacional de Deportes de Niños y lideró el subcampeón de la 20 ° Competencia Nacional de Voleibol Masculino y Femenino de la Copa CBS. Lee se rompió el ligamento cruzado anterior. Se perdió la ronda de 1.2.3 en la temporada 2017-18, pero regresó al final de la cuarta ronda pero no logró un buen desempeño. GS Caltex finalmente no pudo ingresar a la postemporada por cuatro temporadas consecutivas.
En 2021, firmó un contrato con Daejeon KGC.

## Premios
- Premio Defensivo de la Escuela Intermedia Femenina del Campeonato Nacional de Voleibol Masculino y Femenino 2009
- Novato femenino del año de la V-League : 2013
- Sub-Reina del Juego de Estrellas V-League 2012-13 (84 km/h
- Torneo de voleibol profesional Ansan Woori Card Cup 2014 MIP
- Sub-reina del All-Star 2015-16 (87 km/h) Copa KOVO 2018 MIP
- V-League 2018-19 Ronda 1 MVP

## Apariciones con el equipo nacional
- Campeonato Asiático de Voleibol Femenino U23 de la FIVB de 2015
- Copa Mundial de Voleibol Femenino de la FIVB de 2015
- Olimpiadas mundiales 2016
- Campeonato Mundial de Voleibol Femenino de la FIVB de 2018
- Clasificatorio Intercontinental Olímpico de Tokio 2019